# Walter Pöltner
Walter Pöltner (* 29. Februar 1952 in Wien) ist ein österreichischer Jurist, Spitzenbeamter und Politiker (ehemals SPÖ). Vom 22. Mai 2019 bis zum 3. Juni 2019 war er österreichischer Bundesminister für Arbeit, Soziales, Gesundheit und Konsumentenschutz.

## Leben

### Ausbildung
Pöltner ist der Sohn eines Schmiedes bei den Österreichischen Bundesbahnen, sein Großvater war Dachdeckermeister im Burgenland.
Bei der Semperit AG machte er von 1967 bis 1970 eine Lehre zum Industriekaufmann und blieb dort bis 1980 als Sachbearbeiter. Im Semperit-Haus an der Wiedner Hauptstraße in Wien (heute Sitz der Bundeswirtschaftskammer) waren die Klimaanlagen sein Zuständigkeitsbereich. Über den Zweiten Bildungsweg maturierte er im Jahr 1981 und studierte danach Rechtswissenschaften. 1986 promovierte er zum Dr. iur.

### Berufliche Laufbahn
Anschließend arbeitete Pöltner bis 1991 in der Bundesarbeiterkammer, ab 1989 als deren Leiter der Abteilung Sozialversicherung.
Im Jahr 1990 wurde Pöltner von Josef Hesoun, dem damaligen Bundesminister für Arbeit und Soziales, in dessen Ministerium geholt und war zwischen 1991 und 1994 Ministersekretär. Im Jahr 1993 war Pöltner an der Einführung des Pflegegeldes beteiligt. Zwischen 1994 und 2002 war Pöltner Gruppenleiter in der Sektion II und 1. Stellvertreter der Sektionsleitung.
Unter dem freiheitlichen Sozialminister Herbert Haupt wurde Pöltner im Jahr 2002 zum Sektionschef der Sektion II Sozialversicherung. In dieser Position verblieb er auch unter den folgenden Ministern bis zu seinem Ruhestand 2015.
Pöltner wirkte im Ruhestand als Berater der Ministerin Beate Hartinger-Klein Sie machte ihn gemäß § 538z Abs. 8 ASVG zum kommissarischen Leiter des Organisationsbüros der Überleitungskonferenz, mit der aus dem bisherigen Hauptverband der österreichischen Sozialversicherungsträger der verkleinerte Dachverband der Sozialversicherungsträger entstand. Dies geschah gleichzeitig gemäß § 538t Abs. 8 ASVG mit der Entstehung der Österreichischen Gesundheitskasse, in der mit Wirksamkeit 1. Jänner 2020 die bisherigen neun Gebietskrankenkassen der Bundesländer zusammengeführt wurden. In der Funktion des kommissarischen Leiters sollte Pöltner bis 30. Juni 2019 tätig sein und durch den mit 1. Juli 2019 zu bestellenden Büroleiter des zukünftigen Dachverbandes (§ 538z Abs. 7 ASVG) abgelöst werden. Diese Funktion wurde durch seine Bestellung zum Minister vorzeitig beendet und danach nicht mehr wiederaufgenommen.
Im Oktober 2019 wurde bekannt, dass er die Leitung der unter der SPÖ-ÖVP-Bundesregierung beschlossenen Alterssicherungskommission übernehmen solle. Am 7. November 2019 fand die konstituierende Sitzung der Alterssicherungskommission statt, bei der Pöltner zum Vorsitzenden gewählt wurde. Ursprünglich war als Startdatum der 1. Jänner 2017 vorgesehen. Im September 2021 wurde sein Rücktritt als Vorsitzender der Alterssicherungskommission bekannt.

### Politik und Wissenschaft
In politischer Funktion saß Pöltner zumindest während der Zeit der schwarz-blauen Regierungskoalition als „roter [SPÖ-]Gemeinderat in Schwadorf, das war dem Schüssel völlig wurscht“ und er konnte in dieser Zeit zum Sektionschef aufsteigen, was ihn jedoch für SPÖ und AK zum „Verräter“ machte. Nach aktuellen Berichten (Mai 2019) „soll er [mittlerweile] aus der SPÖ ausgetreten sein“
Pöltner lehrt als Honorarprofessor für Sozialrecht an der Universität Salzburg.

### Privatperson
Walter Pöltner ist verheiratet und Vater eines Sohnes und einer Tochter. Berichte über seine Person erwähnen in der Regel seine musikalischen Interessen.